# Сагателян, Самвел Агунович
Самвел Агунович Сагателян (арм. Սամվել Սաղաթելյան, 24 апреля 1955, Дзоракап — 21 марта 2003, Ереван) — бывший депутат парламента Армении.
- 1983—1988 — Ленинаканский техникум лёгкой промышленности. Технолог.
- 1973—1975 — служил в советской армии.
- 1979—1985 — работал на Анийском предприятии «Сельскотехника», инженером техобслуживания, затем водителем.
- 1985—1988 — работал на хлопковой фабрике (г. Маралик), а с 1992—1996 — начальник производственного отдела, заместитель директора.
- 1996—1999 — директор предприятия «Гюмри—шука».
- 30 мая 1999 — избран депутатом парламента. Член постоянной комиссии по государственно-правовым вопросам. Беспартийный.